# Assemblée constituante grecque de 1843
L'Assemblée constituante grecque de 1843 est mise en place, à Athènes, après le coup d'État du colonel Dimitrios Kallergis. Élue le 16 décembre 1843, elle est dominée par une coalition tripartite qui détient 120 des 243 sièges. Présidée par Panoútsos Notarás, cette assemblée est à l'origine de la constitution grecque de 1844.

## Contexte historique
Pendant la Guerre d'indépendance grecque (1821–1829) et juste après (1829-1832), plusieurs assemblées nationales sont convoquées par les insurgés hellènes, ce qui conduit à la promulgation de différentes constitutions. Cependant, après l'instauration du royaume de Grèce et l'arrivée au pouvoir du roi Othon Ier, une monarchie semi-absolue remplace le système parlementaire et la dernière constitution adoptée (celle de 1832) est définitivement abandonnée.
En 1843, un coup d'État conduit par le colonel Dimitrios Kallergis met cependant fin au pouvoir personnel du roi. Othon Ier est alors contraint de convoquer une assemblée constituante, élue au suffrage masculin le 16 décembre 1843. Surnommée l'« Assemblée nationale du Trois Septembre des Grecs à Athènes », cette assemblée constituante est présidée par son doyen, Panoútsos Notarás. 
L'assemblée de 1843 promulgue une nouvelle constitution en 1844, et celle-ci est ratifiée par Othon Ier en mars. Après cela, l'assemblée constituante est dissoute et des élections législatives sont convoquées pour mettre en place le premier Parlement hellénique.

## Composition de l'Assemblée
| Partis                          | Votes | % | Sièges |
| ------------------------------- | ----- | - | ------ |
| Coalition des Trois-Partis      |       |   | 120    |
| Partisans de Yánnis Makriyánnis |       |   | 60     |
| Partisans de Rígas Palamídis    |       |   | 30     |
| Indépendants                    |       |   | 33     |
| Total                           |       |   | 243    |
| Source: Nohlen & Stöver         |       |   |        |

## Source
- (en) D. Nohlen et P. Stöver, Elections in Europe : A data handbook, Nomos, 2010, 2070 p. (ISBN 978-3-8329-5609-7)